# Michael Anthony (boxare)
Michael Anthony, född 4 oktober 1957 i Georgetown, Guyana, är en före detta guyansk boxare som tog OS-brons i bantamviktsboxning 1980 i Moskva. Han besegrades av kubanen Juan Hernandez i semifinalen. 